# Тихоцький Сергій Георгійович

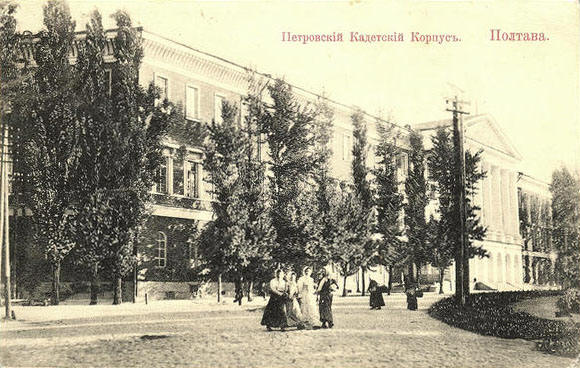
Полтавський кадетськой корпус. Поштівка другой половини XIX ст.

Сергій Георгійович Тихоцький (1807—1872) — генерал-майор Російської імператорської армії, учасник російсько-турецької (1828—1829) і Кримської (1853—1856) воєн. Директор Полтавського Петровського кадетського корпусу.
Народився 20 квітня 1807 року в селі Верхня Дуванка Куп'янського повіту Харківської губернії (нині Сватівського району Луганської області) в сім'ї гірського інженера Георгія Яковича Тихоцького (1785 — після 1849) і Прасковії Сергіївни, уродженої Феніної.
Онук одного з ініціаторів створення Харківського університету, Якова Андрійовича Тихоцького (1736 — бл. 1800).
З 2 квітня 1827 року після закінчення Миколаївського училища гвардійських юнкерів служив у лейб-гвардії Московському полку унтер-офіцером. Влітку того ж року отримав звання підпрапорщика. В цьому званні брав участь у російсько-турецькій війні 1828—1829 рр., зокрема, в облозі російськими військами фортеці Варна. Після взяття фортеці був нагороджений медалями, півдищений до прапорщика і заохочений річним жалуванням.
З 22 лютого по 23 червня 1836 року поручик Сергій Тихоцький командував ротою Його Величності лейб-гвардії Гренадерського полку.
Після присвоєння звання полковника 23 вересня 1847 року був переведений до лейб-гвардії Волинського полку, а 13 грудня того ж року відряджений до лейб-гвардії Єгерського полку.
В 1849 році брав участь у поході гвардійських військ до західних кордонів Російської імперії через війну в Угорщині.
1 вересня 1852 року призначений командиром 1-го Навчального Карабінерного полку.
Під час Кримської війни (1853—1856) брав участь у організації охорони прибережної лінії Санкт-Петербурзької губернії з метою блокувати вторгнення англійський і французьких військ до Петербургу з моря.
8 вересня 1855 року — присвоєне звання генерал-майора. 16 грудня того ж року призначений командиром 1-ї навчальної стрілецької бригади.
11 червня 1859 року — призначений директором Полтавського Петровського кадетського корпусу. Мав репутацію людини м'якої і ліберальної.
17 серпня 1861 року вийшов у відставку.
Помер у 1872 році в Харкові.
Кавалер орденів св. Станіслава III ст., св. Анни ІІ і III ст., св. Анни II ст. з імператорською короною.
Був одружений з Серафимою Петрівною Рікорд (1824 — між 1874 і 1879), єдиною донькою повного адмірала російського флоту Петра Івановича Рікорда (1776—1855). Мав з нею 12 дітей.
Син його доньки Лідії (1843—1877) і підполковника Михайла Пестрикова — Володимир Михайлович Пестриков (1862 — після 1920) — полковник, учасник Першої світової і громадянської воєн, кавалер ордену Почесного Легіону.
Нащадки цього шлюбу нині проживають в Україні, Польщі і Австралії.
Старший син генерала Сергія Тихоцького — Георгій Сергійович Тихоцький (1847 — після 1902), харківський домовласник, був одружений з Ніною Олександрівною Беклемішевою (1852 — між 1902 і 1909) — сестрою російського скульптора Володимира Беклемішева (1861—1920). Від цього шлюбу народилися Софія (1878—1947) і Ольга (1891—1956) Тихоцькі.
Софія вийшла заміж за Вадима Михаловича Богомольця (1878—1936) — генерал-хорунжого Української Держави, головного військово-морського прокурора України, автора першого закону України про військовий і цивільний флот. Ольга стала дружиною його двоюрідного брата, Олександра Олександровича Богомольця (1881—1946) — президента Академії наук УРСР.